# 俄勒冈州参议院
俄勒冈州参议院（英語：Oregon State Senate）是美国俄勒冈州议会的上議院，共有30名议员，每届任期4年。参议院议长由全體參議員選出，现任议长为民主黨籍的羅布·華格納。